# Takikomi gohan
El takikomi gohan (炊き込みご飯) és un plat d'arròs japonès condimentat amb dashi i salsa de soia juntament amb ingredients com a bolets de conreu, verdures, carn o peix. Sovint es diu gomoku gohan. Es pot traduir aproximadament com a ‘cinc ingredients barrejats amb arròs’. Els continguts canvien sovint en funció de la disponibilitat per temporada, així poden incloure bolets matsutake, brots de bambú, llavors de soia fresques, castanyes o ostres. L'arrel de bardana també és un complement comú.

## Variants
- Tai-meshi: arròs amb sard sencer
- Ayu-meshi: arròs amb peix ayu dolç sencer
- Matsutake gohan: arròs amb bolets matsutake.
- Kani-meshi: arròs amb cranc
- Fukagawa-meshi: arròs amb misoshiru
- Tori-meshi o Kashiwa-meshi : arròs amb pollastre

<galeria>
Fitxer:Fukagawameshi.jpg|Fukagawa-meshi
</galeria>

### Ekiben
- Tori-meshi Bentō (鶏めし弁当) - Estació de Takasaki (Prefectura de Gunma) i Estació d'Ōmiya (Saitama)
- Fukagawa Bentō (深川弁当) - Estació de Tōkyō (Tōkyō)
- Odawara Meibutsu Tai-meshi (小田原名物鯛めし) - Estació d'Odawara (Prefectura de Kanagawa)
- Tori-meshi (とりめし) - Estació de Shiojiri i Estació deKami-Suwa (Prefectura de Nagano)
- Tokusei Tai-meshi (特製鯛めし) - Estació de Shizuoka (Shizuoka, Prefettura di Shizuoka)
- Tai-meshi Bentō (鯛めし弁当) - Estació d'Imabari (Prefectura d'Ehime)
- Kashiwa-meshi (かしわめし) - Estació d'Orio (Prefectura de Fukuoka)
- Kashiwa-meshi (かしわめし) - Estació de Shin-Tosu (Prefectura devSaga)

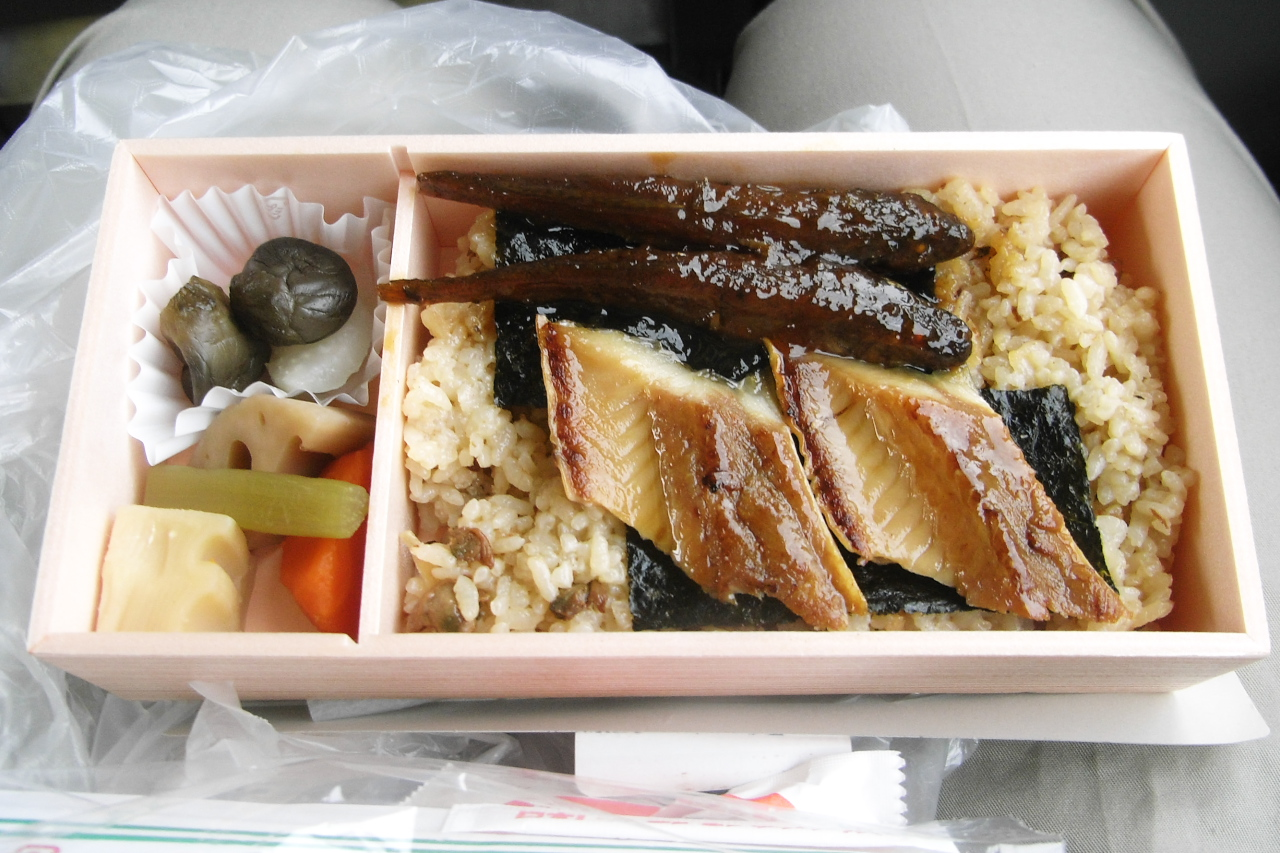
Fukagawa-Bento
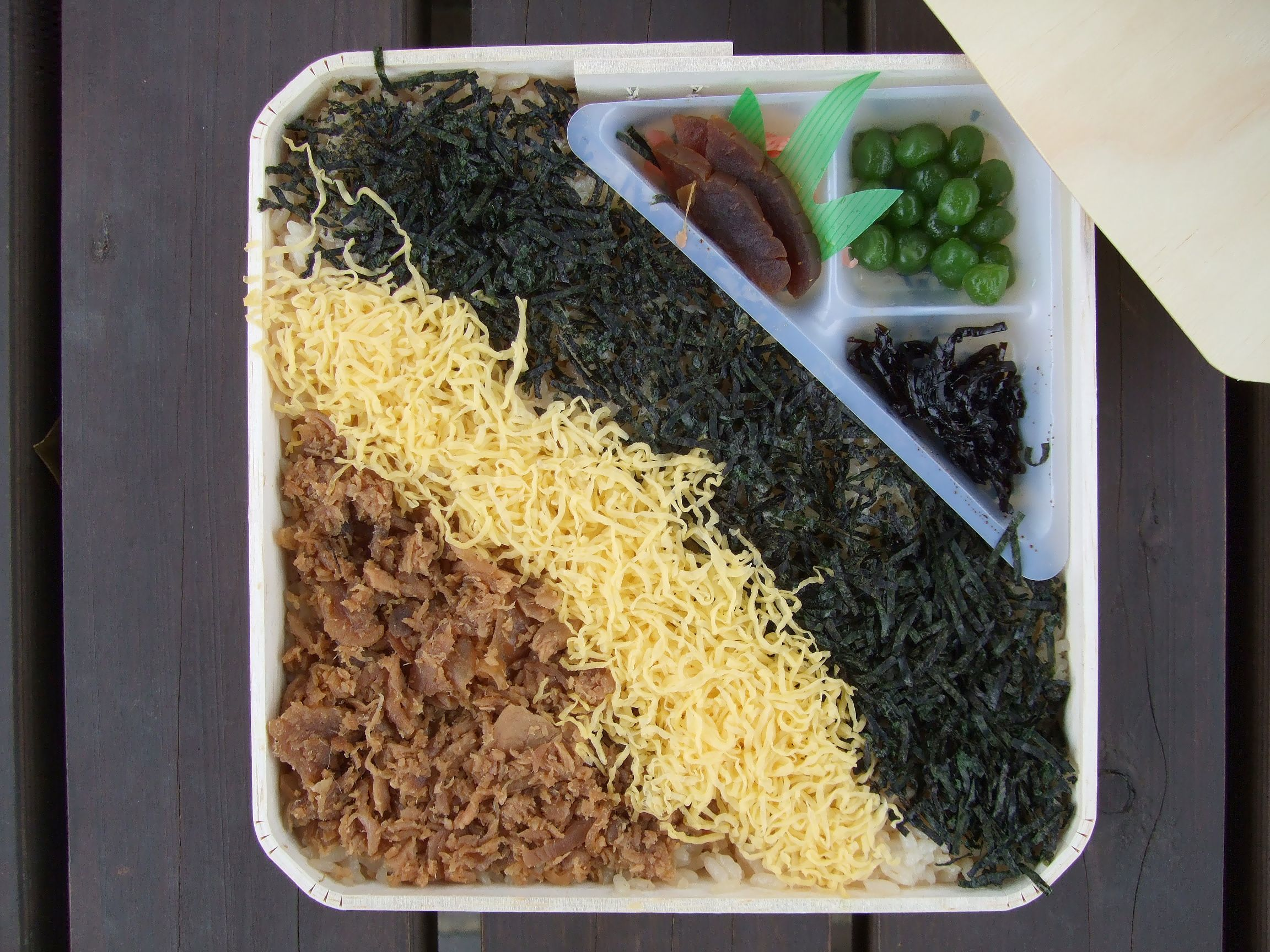
Kashiwa-meshi (Orio)
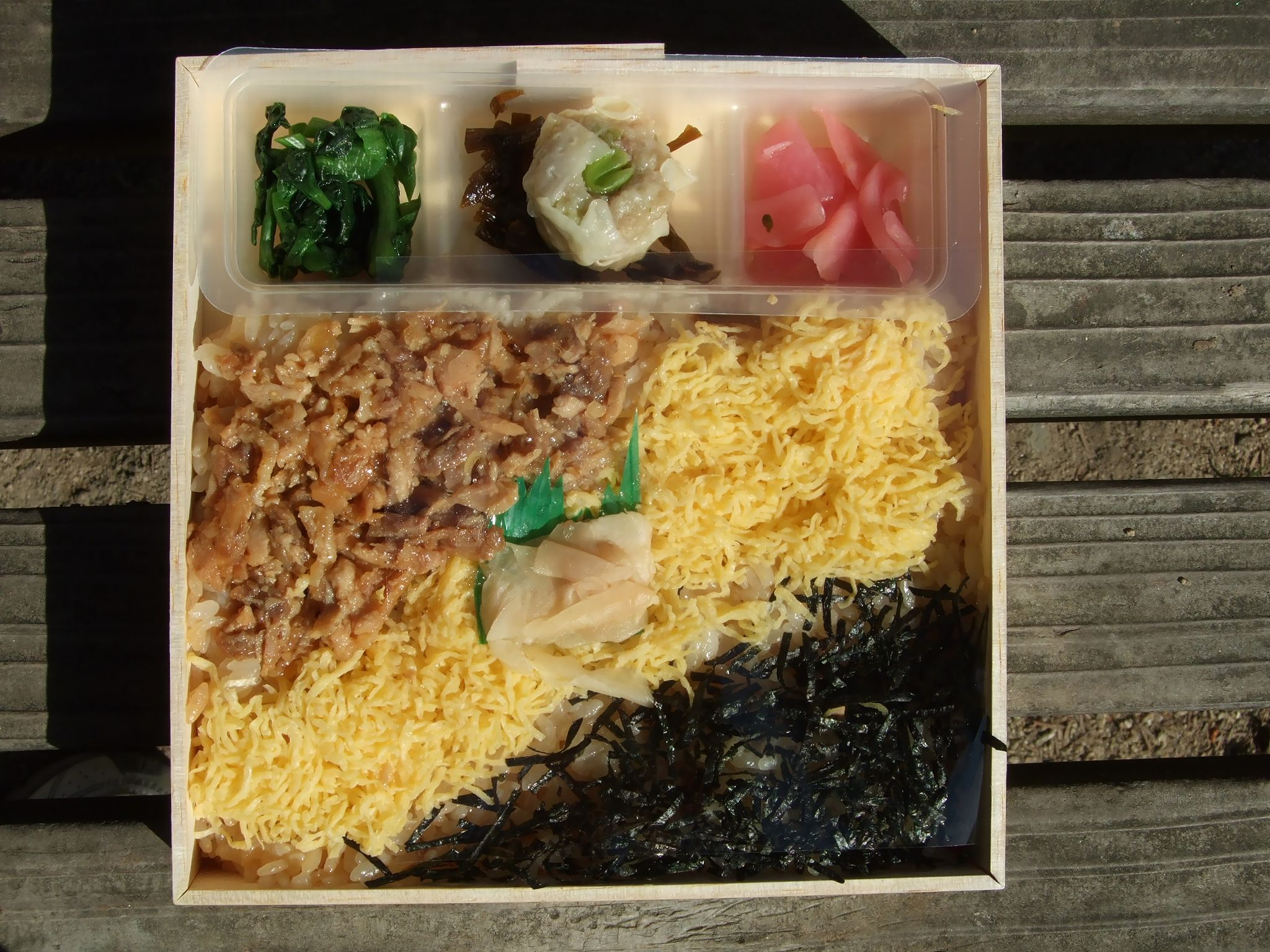
Kashiwa-meshi (Shin-Tosu)